# توشيكي أونوزاوا
توشيكي أونوزاوا (باليابانية: 斧澤 隼輝) (2 يونيو 1998 في ناغاساكي في اليابان – )؛ هو لاعب كرة قدم ياباني سابق كان يلعب كلاعب وسط.

## وصلات خارجية
- توشيكي أونوزاوا على موقع رابطة كرة القدم اليابانية للمحترفين (اليابانية)
- توشيكي أونوزاوا على موقع قاعدة بيانات كرة القدم.إي يو (الإنجليزية)
- توشيكي أونوزاوا على موقع Soccerway.com (الإنجليزية)
- توشيكي أونوزاوا على موقع عالم كرة القدم.نت (الإنجليزية)
- توشيكي أونوزاوا على موقع كووورة